# カルマン・キャス

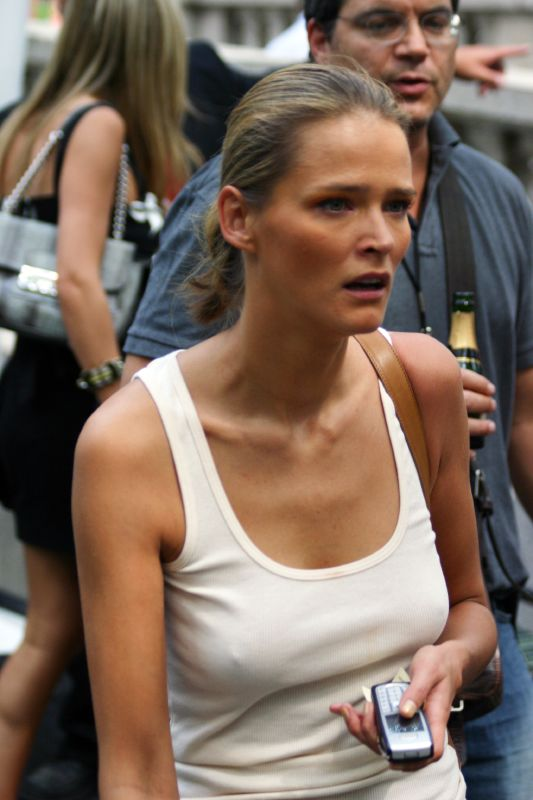
カルマン・キャス

カルマン・キャス（Carmen Kass, 1978年9月14日 - ）は、エストニア出身のスーパーモデル。
パイテに生まれる。母親が農場で働いて女手一つで彼女を育てた。14歳のときにタリンのスーパーマーケットでイタリアのモデル・エージェンシーにスカウトされミラノに移りモデルとしてのキャリアをスタートした。18歳でパリに移り、ヴォーグ誌やELLEの表紙を飾るようになる。
1999年にはクリスチャン・ディオール、ドルチェ&ガッバーナ、DKNY、トミー・ヒルフィガー、アナ・スイ、プラダ、グッチ、オスカー・デ・ラ・レンタ、モスキーノ、ラルフ・ローレン、ルイ・ヴィトンなどの多くのトップ・デザイナーのショーに出演。
また、カルバン・クライン、ジバンシィ、フェンディ、ヴェルサーチ、ギャップ、ゼネラル・モータースなど多くの広告にも登場した。
コスメティック・メガストアのセフォラのスポークスウーマンであり、ディオールの香水「ジャドール」のモデルも担当している。

## 広告
- グッチ 2003年春夏
- フェンディ 2005年春夏

## その他
- 2004年にはエストニアの映画作品に登場。同年、エストニアの政党Res Publica Partyに加わった。
- ヨーロッパ連合議会のエストニア代表議員として立候補するが、落選。また、エストニア国際チェスリーグの理事長となり、2008年チェス・オリンピックの誘致活動をしたが、開催地はドイツのドレスデンに決まった。
- ミス・エストニアになりたかった。
- 母が経営するモデルエージェンシーのオーナーの一人である。
- レオナルド・ディカプリオと交際したこともある。